# Goodwood Heights

Goodwood Heights  est une banlieue de la cité d’Auckland, située dans l’île du Nord de la Nouvelle-Zélande. 

## Situation
Elle est localisée à approximativement 20 kilomètres au sud-est de Auckland CBD; au nord de la banlieue de Totara Heights, à l’est de Manukau Central et au sud de Chapel Downs. 
C’était autrefois une partie de Manukau City jusqu’à la fusion de tous les conseils de la région d’Auckland dans le conseil de la super cité d’Auckland en 2010.